# Wenzel Joseph von Colloredo
Wenzel Joseph Graf Colloredo-Mels und Wallsee (* 15. Oktober 1738 in Wien; † 4. September 1822 in Wien) war ein österreichischer Feldmarschall.

## Leben
Wenzel Joseph war ein Sohn des ersten Fürsten von Colloredo-Mels und Wallsee, Rudolf Joseph. Er wurde 1784 Feldmarschallleutnant, Chef des Infanterieregiments No. 56 und während des Türkenkrieges 1789 Feldzeugmeister. 1792 kämpfte er mit Erfolg in den Niederlanden gegen Frankreich, im folgenden Jahr 1793 nahm er an der Schlacht bei Neerwinden teil. Er sicherte mit seinem Korps unter dem Herzog von Coburg die Linie vor Onnaing und Estrées und hielt während der Schlacht bei Wattignies die Belagerung von Maubeuge aufrecht. Bei der Belagerung von Mainz (1795) sollte seine dritte Kolonne mit 5 Bataillonen, 22 Schwadronen und 3 Batterien Bretzenheim einnehmen und gegen das französische Zentrum zu demonstrieren.
Er wurde 1796 Landeskommandierender von Mähren und dann Inspektor der Militärgrenze.
Der Ballei Koblenz stand Colloredo von 1805 bis 1806 als letzter Landkomtur vor. Seit 1807 bekleidete er das Amt des Präsidenten des politisch-ökonomischen Gremiums beim Hofkriegsrat. 1808 wurde er zum Feldmarschall ernannt.
Graf Wenzel Joseph Colloredo-Mels und Wallsee starb am 4. September 1822 in Wien.